# 7075鋁合金
7075 是一種鋁合金，以鋅做為合金元素。具有良好的疲勞強度以及好的加工性，但是不可焊接。跟其他合金比起來，其對抵抗腐蝕的能力也較弱。
常見的型號有： 7075-0、7075-T6、7075-T651。

## 基本性質
7075的密度為2.81 克/毫升 (0.102 磅/立方吋)，楊氏模數 71.7 GPa，抗拉強度 572 MPa，蒲松比 0.33
7075 鋁基底以外的金屬添加百分比:
- 鋅 Zn：5.1-6.1 %
- 鎂 Mg：2.1-2.9 %
- 銅 Cu：1.2-2.0 %
- 矽 Si：0.40 %
- 鐵 Fe: 0.50 %
- 鉻 Cr：0.18-0.28 %
- 錳 Mn：0.30 %
- 鈦 Ti：0.20 %

### 7075主要用途
航空固定装置，卡车，塔式建筑，船，管道及其他需要有强度、可焊性和抗腐蚀性能的建筑上的应用的领域。如：飞机零部件、齿轮和轴、熔丝零件、仪表轴和齿轮、导弹零件跳进阀零件、涡轮、钥匙、飞机、航空及国防应用。

### 7075对应牌号
- 国标：7075 GB/T3190--1996

- 日标：A7075 JIS H4000-1999 JIS H4080-1999

- 非标：76528 IS 733-2001 IS737-2001

- 俄标：B95/1950 rocT 4785-1974

- EN：EN AW-7075/AlZn5.5MgCu EN573-3-1994

- 德标：AlZnMgCu1.5/3.4365 DIN172.1-1986/w-nr

- 法标：7075（A-Z5GU) NFA50-411 NFA50-451

- 英标：7075（C77S）BS 1470-1988

- 美标：7075/A97075 AA/UNS

## 機械性質
7075的機械性質在很大程度上取決於回火的材料。

### 7075-0
7075-0，抗拉強度40,000 psi (276 MPa)，降伏強度21,000 psi (145 MPa)，伸長率9-10%。

### 7075-T6[1]
7075-T6，抗拉強度74,000－78,000 psi (510－538 MPa)，降伏強度63,000－69,000 psi (434－476 MPa)，伸長率5-8%,E=72GPa, v=0.33。

### 7075-T731
7075-T651，抗拉強度 67,000－78,000 psi (462－538 MPa)，降伏強度54,000－67,000 psi (372－462 MPa)，伸長率3-9%。

## 應用
7075廣泛用於飛機結構上，像是機翼和機身。7075強度高、重量輕的特性也應用在其他領域， 攀岩設備及自行車零件普遍用了7075鋁合金，自行車產業使用7075和6061鋁合金。

## 註解
1. 1 2 3  . 上海澳锋金属制品有限公司.   [2025-03-22]. （原始内容存档于2013-04-24）.